# Blue Sky Studios
A Blue Sky Studios, Inc. egy korábbi amerikai számítógépes animációs filmstúdió, amelynek székhelye a connecticuti Greenwichben volt. Chris Wedge, Michael Ferraro, Carl Ludwig, Alison Brown, David Brown és Eugene Troubetzkoy alapította 1987-ben, miután cégük, a MAGI, a Tron, avagy a számítógép lázadása egyik vizuális effekteket készítő stúdiója bezárt. A stúdió saját gyártású szoftverekkel reklámok és filmek vizuális effektjeit készítette, mielőtt az animációs filmek gyártásának szentelte volna magát. Első játékfilmjét, a Jégkorszakot 2002-ben mutatta be a 20th Century Fox.  13 játékfilmet készített, az utolsó a 2019. december 25-én bemutatott Kémesítve volt.
A Blue Sky Studios a 20th Century Animation leányvállalata volt a Disney általi felvásárlásáig, a 21st Century Fox eszközeinek 2019-es felvásárlásának részeként. A Disney 2021 februárjában bejelentette, hogy a Blue Sky 2021 áprilisában bezárja a céget, a COVID-19 világjárvány gazdasági következményeire hivatkozva. A stúdiót 2021. április 7-én bezárták.
A Jégkorszak és a Rio voltak a stúdió kereskedelmileg legsikeresebb filmsorozatai, míg a Horton és a Snoopy és Charlie Brown – A Peanuts film a kritikusok által leginkább dicsért filmek. Motkány, a Jégkorszak szereplője volt a stúdió kabalája.

## Filmográfia

### Nagyjátékfilmek
| #  | Cím                                      | Megjelenés dátuma  | Forgalmazó/Co-produkció                                           | Büdzsé       | Bevétel      | RT  | MC |
| -- | ---------------------------------------- | ------------------ | ----------------------------------------------------------------- | ------------ | ------------ | --- | -- |
| 1  | Jégkorszak                               | 2002. március 15.  | 20th Century Fox 20th Century Fox Animation                       | 59 millió $  | 383 millió $ | 77% | 60 |
| 2  | Robotok                                  | 2005. március 15.  | 20th Century Fox 20th Century Fox Animation                       | 75 millió $  | 260 millió $ | 64% | 64 |
| 3  | Jégkorszak 2. – Az olvadás               | 2006. március 31.  | 20th Century Fox 20th Century Fox Animation                       | 80 millió $  | 660 millió $ | 57% | 58 |
| 4  | Horton                                   | 2008. március 14.  | 20th Century Fox 20th Century Fox Animation                       | 85 millió $  | 297 millió $ | 79% | 71 |
| 5  | Jégkorszak 3. – A dínók hajnala          | 2009. július 1.    | 20th Century Fox 20th Century Fox Animation                       | 90 millió $  | 886 millió $ | 46% | 50 |
| 6  | Rio                                      | 2011. április 15.  | 20th Century Fox 20th Century Fox Animation                       | 90 millió $  | 484 millió $ | 72% | 63 |
| 7  | Jégkorszak 4. – Vándorló kontinens       | 2012. július 13.   | 20th Century Fox 20th Century Fox Animation                       | 95 millió $  | 877 millió $ | 38% | 49 |
| 8  | A zöld urai                              | 2013. május 24.    | 20th Century Fox 20th Century Fox Animation                       | 93 millió $  | 268 millió $ | 65% | 52 |
| 9  | Rio 2.                                   | 2014. április 11.  | 20th Century Fox 20th Century Fox Animation                       | 103 millió $ | 500 millió $ | 48% | 49 |
| 10 | Snoopy és Charlie Brown – A Peanuts film | 2015. november 6.  | 20th Century Fox 20th Century Fox Animation                       | 99 millió $  | 246 millió $ | 87% | 67 |
| 11 | Jégkorszak – A nagy bumm                 | 2016. július 22.   | 20th Century Fox 20th Century Fox Animation                       | 105 millió $ | 408 millió $ | 18% | 34 |
| 12 | Ferdinánd                                | 2017. december 15. | 20th Century Fox 20th Century Fox Animation Davis Entertainment   | 111 millió $ | 296 millió $ | 72% | 58 |
| 13 | Kémesítve                                | 2019. december 25. | 20th Century Fox 20th Century Fox Animation Chernin Entertainment | 100 millió $ | 171 millió $ | 76% | 54 |

### Televíziós különkiadás
| # | Cím                                | Megjelenés dátuma  |
| - | ---------------------------------- | ------------------ |
| 1 | Jégkorszak – Állati nagy karácsony | 2011. november 11. |
| 2 | Jégkorszak – Húsvéti küldetés      | 2016. március 20.  |

### Rövidfilmek
| #  | Cím                                  | Megjelenés dátuma    |
| -- | ------------------------------------ | -------------------- |
| 1  | Bunny                                | 1998. november 2.    |
| 2  | Gone Nutty                           | 2002. november 26.   |
| 3  | Aunt Fanny's Tour of Booty           | 2005. szeptember 27. |
| 4  | No Time for Nuts                     | 2006. november 21.   |
| 5  | Surviving Sid                        | 2008. december 9.    |
| 6  | Scrat's Continental Crack-Up         | 2010. december 25.   |
| 7  | Scrat's Continental Crack-Up: Part 2 | 2011. december 16.   |
| 8  | Umbrellacorn                         | 2013. július 26.     |
| 9  | Cosmic Scrat-tastrophe               | 2015. november 6.    |
| 10 | Scrat: Spaced Out                    | 2016. október 11.    |